# Гридлик
Гридлик (англ. grid leak — сопротивление утечки сетки) — цепь автоматического смещения в схемах с электронной лампой. Состоит из параллельно соединенного конденсатора и резистора, включенных между катодом и сеткой. Используется в электронных генераторах сигналов для улучшения их запуска и обеспечения высокого КПД.
Работает следующим образом. Импульсы сеточного тока заряжают конденсатор, на нем устанавливается некоторое отрицательное напряжение, которое запирает лампу. При этом конденсатор тут же начинает разряжаться через резистор — устанавливается равновесие между током заряда конденсатора (импульсами сеточного тока) и током разряда через резистор.
На практике сопротивление резистора составляет единицы МОм. Резистор часто ставится переменным, что позволяет регулировать напряжение смещения.